# Heinrich Klier
Heinrich Emil Klier (* 27. November 1926 in Zirl; † 6. Oktober 2022) war ein österreichischer Schriftsteller, Alpinist, Unternehmer und politischer Aktivist. Er ist der Vater des Schriftstellers Walter Klier, der ihm in seinem Roman Aufrührer 1991 ein literarisches Denkmal setzte.

## Leben
Heinrich Klier beantragte am 12. Juli 1943 die Aufnahme in die NSDAP und wurde zum 20. April 1944 aufgenommen (Mitgliedsnummer 9.852.605). Er verfasste schon in den 1950er-Jahren gut verkaufte Romane, die zumeist bei Kremayr & Scheriau für die Buchgemeinschaft Donauland veröffentlicht wurden, später hauptsächlich Berg- und Wanderführer.
In den 1960er-Jahren war Klier als Mitglied im Befreiungsausschuss Südtirol aktiv und an Bombenattentaten der Südtiroler Unabhängigkeitsbewegung beteiligt. Er wurde wegen der Sprengung des während des Faschismus errichteten Reiterstandbildes in Waidbruck, das die Gesichtszüge Benito Mussolinis trug, am 16. Juli 1964 in Abwesenheit zu 21 Jahren Gefängnis verurteilt. Später distanzierte sich Klier von den extremistischen Positionen seiner Mitkämpfer und wurde 1998 vom damaligen italienischen Staatspräsidenten Oscar Luigi Scalfaro begnadigt.

## Auszeichnungen
- 1958 Kunstpreis der Stadt Innsbruck 2. Preis für Lyrik

## Belletristische Werke
- Feuer am Farran-Firn. Wien 1951.
- Verlorener Sommer. München 1954.
- Etschland-Ballade. Wien 1957.
- Silber für die braune Göttin. Wien 1964.